# ミヘイル・ナリアシヴィリ
ミヘイル・ナリアシヴィリ（グルジア語: მიხეილ ნარიაშვილი、Mikheil Nariashvili、1990年5月25日 - ）は、トップ14・バイヨンヌに所属するラグビーユニオン選手。

## プロフィール
- ジョージア・クタイシ出身。
- ポジションはプロップ(PR)。
- 身長 186cm、体重 113kg
- ジョージア代表キャップは65（2021年1月現在）でラグビーワールドカップ2015・ラグビーワールドカップ2019のジョージア代表に選ばれた[1]。
- バーバリアンズに選ばれたことがある[2]。

## 略歴
2010年、モンペリエに加入。 
2022年、バイヨンヌに加入。